# Haliotis discus

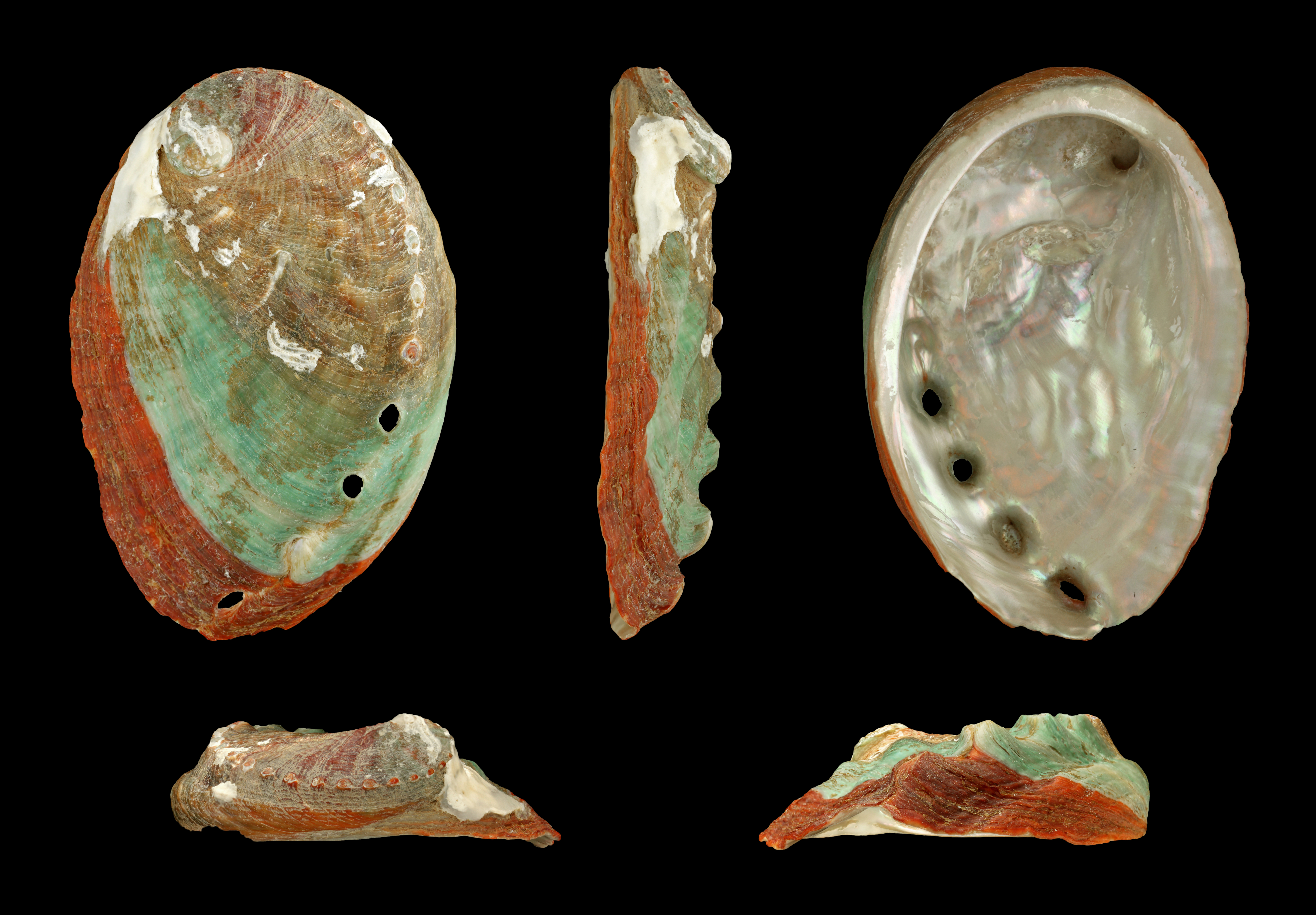
Haliotis discus hannai

Haliotis discus is een slakkensoort uit de familie van de Haliotidae. De wetenschappelijke naam van de soort is voor het eerst geldig gepubliceerd in 1846 door Reeve.